# Île Lebris
L’île Lebris est un îlot de Nouvelle-Calédonie appartenant administrativement à La Foa.